# Peeter Sauter

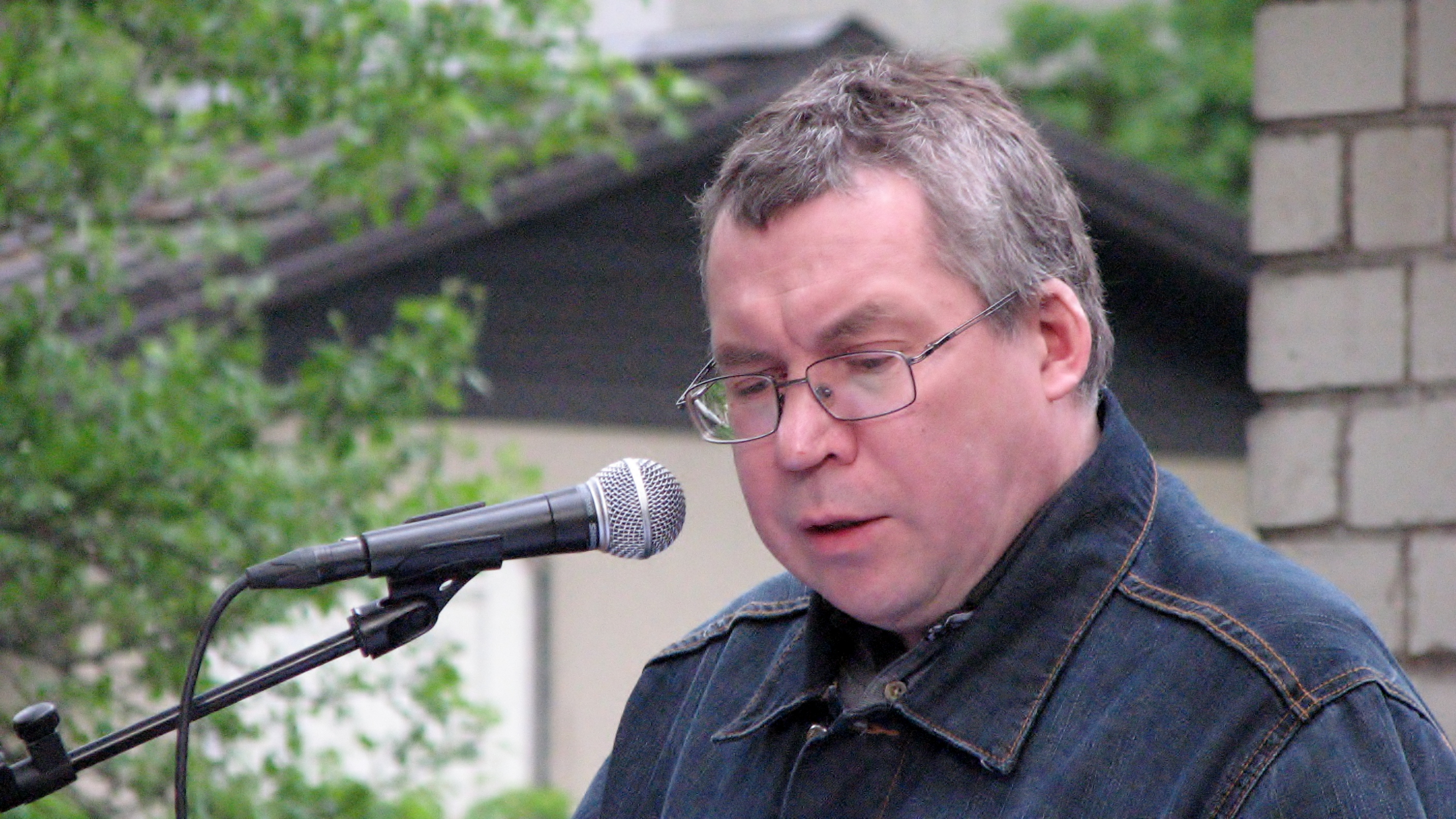
Peeter Sauter 2012

Peeter Sauter (* 11. März 1962 in Tallinn, Estnische SSR) ist ein estnischer Schriftsteller.

## Biographie und schriftstellerisches Schaffen
Peeter Sauter arbeitete von 1978 bis 1992 als Nachtwächter und Sicherheitsmann. Daneben ist er ausgebildeter Schauspieler und Regisseur. 1988 debütierte er als Schriftsteller in der Literaturzeitschrift Vikerkaar. Nach der Wiedererlangung der estnischen Unabhängigkeit arbeitete er einige Zeit im Kulturzentrum The Blackie in Liverpool.
Peeter Sauter ist als Kulturredakteur, Reklametexter, Journalist und Schriftsteller in Tallinn tätig. Seine provokative und anstößige Prosa schildert in schonungsloser und vulgärer Weise seinen Blick auf die heutige estnische Gesellschaft. Die Protagonisten seiner Werke stecken meist in existenziellen Fragen – die sie mit grotesken und absurden Ideen zu beantworten versuchen.
Prägend für die Werke sind Sauters banaler Plauderton, Themen wie Sex, Frauen, Alkohol und Motorräder, und sein Versuch, sich als Enfant terrible der estnischen Literatur zu etablieren. 1998 verursachte Peeter Sauter einen großen Skandal, als er in einem Beitrag für die Zeitschrift Looming zum 80. Jahrestag der Republik Estland die estnische Flagge mit zahlreichen Fäkalausdrücken und Schimpfwörtern verunglimpfte.
Gerne beschreibt sich Sauter als copy writer. Sein Buch Luus ist teilweise ein Plagiat seines eigenen Romans Indigo.

## Werke (Auswahl)
- 1990: Indigo (Kurzroman)
- 1997: Kogu moos (Roman)
- 1997: Luus (Roman)
- 2000: Naise lõhn, raha lõhn (Novelle)
- 2001: Euroopa hulgus (2001)
- 2001: Pätt ja pihiisa (Erzählung)
- 2003: Gümnasisti unenägu
- 2003: Tomatisupp (Erzählung)
- 2004: Plära (Zeitungstexte)
- 2004: Laste raamat (Kurzgeschichten)
- 2006: Laiskade laste raamat (Kurzgeschichten)
- 2006: Vere jooks (Kurzgeschichten)
- 2007: Kuhu põgenevad hinged (Drama)
- 2008: Beibi bluu (Erzählung)